# محمد روشندل
محمد روشندل (زاده ۱۱ تیر ۱۳۷۴ در کردکوی) بازیکن فوتبال اهل ایران است که در باشگاه فوتبال سپاهان نوین بازی میکند.